# Synanthedon exochiformis
Synanthedon exochiformis là một loài bướm đêm thuộc họ Sesiidae. Nó được biết đến ở Ghana và Sierra Leone.